# Grevillea centristigma
Grevillea centristigma är en tvåhjärtbladig växtart som först beskrevs av Mcgill., och fick sitt nu gällande namn av G.J. Keighery. Grevillea centristigma ingår i släktet Grevillea och familjen Proteaceae. Inga underarter finns listade i Catalogue of Life.